# Athyrium austrojaponense
Athyrium austrojaponense är en majbräkenväxtart som beskrevs av Kurata. Athyrium austrojaponense ingår i släktet Athyrium och familjen Athyriaceae. Inga underarter finns listade.